# The Australian
The Australian è un quotidiano fondato in Australia nel 1964 e pubblicato dalla News Limited, controllata a sua volta dalla News Corporation di Rupert Murdoch. È il quotidiano più venduto in assoluto nel paese, davanti al giornale economico Australian Financial Review.